# Jan Everts Bout
Jan Evertsz Bout (marzo de 1601 o 1602, Barneveld, Gelderland-1671 Gowanus) fue uno de los primeros y prominentes colonos holandeses en la provincia colonial de Nueva Holanda del siglo XVII.

## Vida

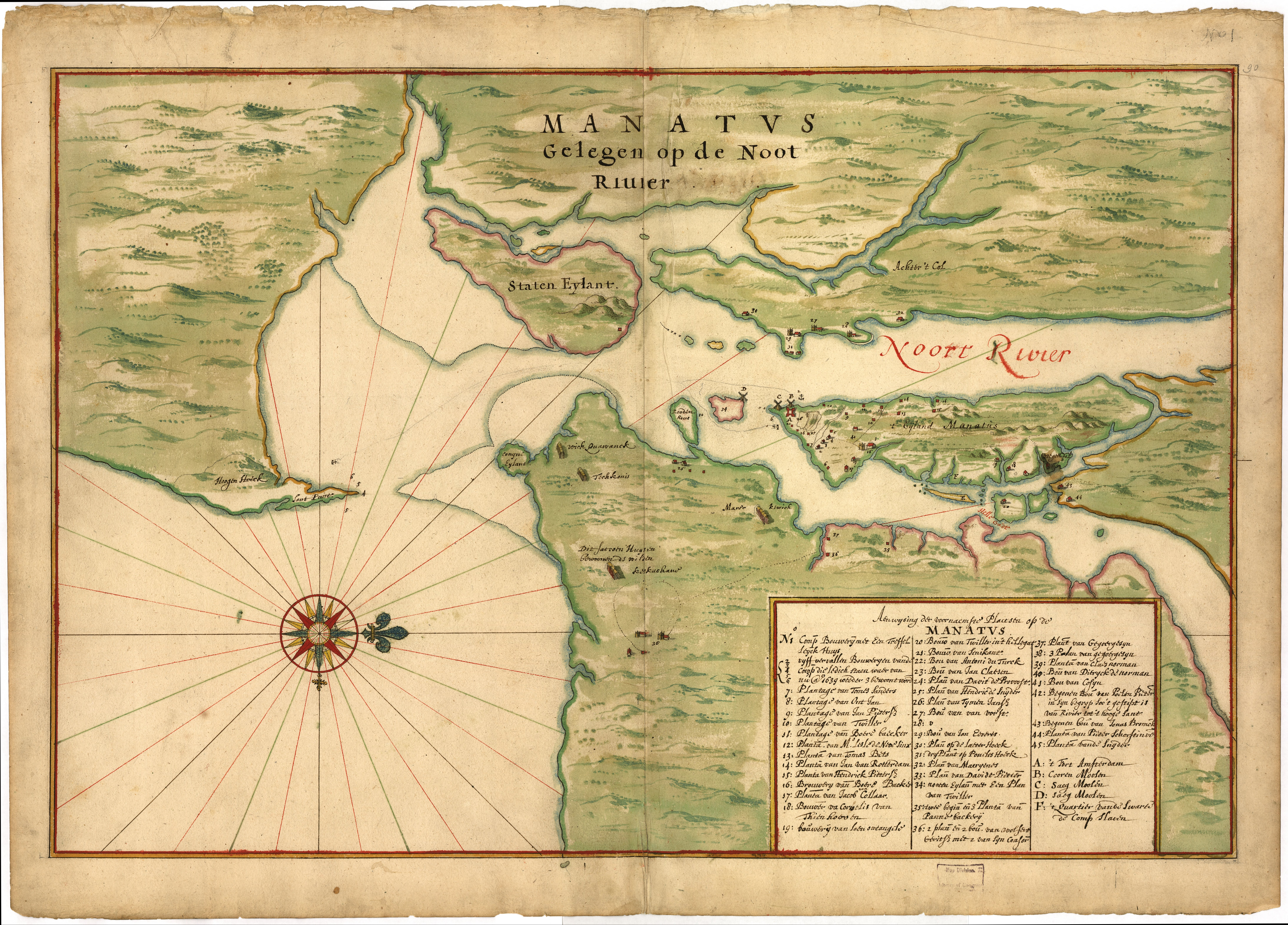
Mapa (c. 1639) Manhattan situado en el North River Los números 29 y 30 representan las propiedades de Bout en Communipaw

En 1634, se construyó en Communipaw, en la orilla oeste del río Hudson, una de las primeras "bouweries", o haciendas, en la colonia de Nuevos Países Bajos como parte de Pavonia, patrocinio del empresario de Ámsterdam Michael Pauw. Bout fue el segundo de los tres superintendentes del patrocinio. La lengua de tierra en la que se construyó la casa (cerca del actual Liberty State Park en Jersey City) se llamaba Jan de Lacher's Hoeck o Jan the Laugher's Point, aparentemente en referencia a su carácter bullicioso. Fue en la granja de Bout donde Tappan y Wecquaesgeek se habían refugiado, y fue donde fueron atacados en 1643 en el incidente conocido como la Masacre de Pavonia que condujo a la Guerra de Kieft.
Bout fue miembro del Consejo de los Ocho Hombres, un consejo asesor de ciudadanos para la Comunidad de Nueva Ámsterdam que fue fundamental en la destitución de William Kieft como director de Nuevos Países Bajos, los Doce Hombres y los Nueve Hombres. Acompañó a Adriaen van der Donck a los Países Bajos para presentar quejas a los Estados Generales de los Países Bajos por la mala gestión de la Compañía Neerlandesa de las Indias Occidentales. Esto condujo a la concesión de una carta municipal para Nueva Ámsterdam. Cuando se le otorgó su carta municipal en 1653 el Ayuntamiento, la Comunidad de Nueva Ámsterdam incluía la isla de Manhattan, Staaten Eylandt, Pavonia y las ciudades de Lange Eylandt. Más tarde, Bout fue signatario del tratado de 1658 que compró las tierras de la parte baja de Bergen Hill que se convertiría en el condado de Hudson.
Más tarde, Bout se mudó a Brooklyn, donde había adquirido patentes de tierras, incluida el área alrededor del Canal Gowanus Como se indica en la clave del Plano de Castello, Bout poseía propiedades en la isla de Manhattan, específicamente Bloque H, No.1 y Bloque D, No. 21.